# Tabina
Tabina – wieś w Estonii, w prowincji Võru, w gminie Vastseliina.